# Минтурно
Минтурно (итал. Minturno) — коммуна в Италии, располагается в регионе Лацио, подчиняется административному центру Латина.
Население составляет 18 288 человек (на 2004 г.), плотность населения составляет 421 чел./км². Занимает площадь 42 км². Почтовый индекс — 04026. Телефонный код — 0771.
Покровительницей коммуны почитается икона Божией Матери Madonna delle Grazie. Праздник ежегодно празднуется 1 сентября.